# برايان دوزير
برايان دوزير (بالإنجليزية: Brian Dozier)‏ هو لاعب كرة قاعدة أمريكي، ولد في 15 مايو 1987 في فولتون في الولايات المتحدة.

## وصلات خارجية
- برايان دوزير على موقع دوري كرة القاعدة الرئيسي (الإنجليزية)
- برايان دوزير على موقعبيزبول رفرنس.كوم (الدوري الرئيسي) (الإنجليزية)
- برايان دوزير على موقعبيزبول رفرنس.كوم (الدوري الثانوي) (الإنجليزية)
- برايان دوزير على موقع إي إس بي إن.كوم (أم.أل.بي) (الإنجليزية)
- برايان دوزير على موقع مشجعي الرسوم البيانية (الإنجليزية)